# El Celler de Can Roca
El Celler de Can Roca er en spansk restaurant i Girona, Catalonien, Spanien, der blev åbnet i 1986 af Roca-brødrene Joan, Josep og Jordi. Den lå oprindeligt ved siden af deres forældres restaurant Can Roca, men den blev flyttet til den nuværende placering i en bygning opført til formålet i 2007.
Restauranten er blevet godt modtaget af madkritikere, og den har tre michelinstjerner. I 2013 og 2015 blev den udnævnt som verdens bedste restaurant i tidsskriftet Restaurant efter at have været rangeret som den næstbedste i 2011, 2012 og 2014, hvilket den blev igen i 2018.